# Трушков, Николай Иванович
Николай Иванович Трушков (15 мая 1924 — 13 февраля 2003) — советский офицер, отличившийся в Великой Отечественной войне, Герой Советского Союза (31 мая 1945). После войны свыше 30 лет служил в органах МВД СССР. Младший лейтенант Красной армии, майор милиции.

## Биография
Николай Трушков родился 15 мая 1924 года в деревне Шукшум (ныне — Тоншаевский район Нижегородской области). Окончив семь классов школы и школу фабрично-заводского ученичества, работал сначала заведующим избой-читальней, затем в колхозе. 
В августе 1942 года Трушков был призван на службу в РККА. С июля 1943 года — на фронтах Великой Отечественной войны.
К апрелю 1945 года младший лейтенант Николай Трушков командовал взводом автоматчиков 216-го стрелкового полка 76-й стрелковой дивизии 47-й армии 1-го Белорусского фронта. Отличился во время Берлинской операции. Взвод Трушкова участвовал в боях на Зееловских высотах и окружении Берлина с севера. 26 апреля 1945 года в районе населённого пункта Зеебург он прорвал немецкую оборону и захватил траншеи противника, а на следующий день в числе первых вошёл в город Бернау, штурмом взяв железнодорожную станцию и перерезав шоссейную дорогу, уничтожив 5 танков и около 200 солдат и офицеров противника. Трушков лично уничтожил 3 танка.
Указом Президиума Верховного Совета СССР от 31 мая 1945 года за мужество и героизм, проявленные на фронте борьбы с немецкими захватчиками, младший лейтенант Николай Трушков удостоен звания Героя Советского Союза с вручением ордена Ленина и медали «Золотая Звезда» за номером 6480.
В 1946 году Н. И. Трушков был уволен в запас. 
Проживал сначала на родине, затем в Керчи, служил в органах МВД СССР. Скончался 13 февраля 2003 года, похоронен в Керчи.

## Награды
- Герой Советского Союза ((31.05.1945)
- Орден «За заслуги» III степени (Украина, 08.09.1999)[3]
- Орден Богдана Хмельницкого (Украина)[1]
- Орден Ленина (31.05.1945)
- Орден Отечественной войны 1-й степени (11.03.1985)
- Ряд медалей СССР и Украины
- Почётный гражданин Керчи (14.09.1999)[4].

## Память

Могила Н. И. Трушкова на городском кладбище Керчи.

- Мемориальная доска установлена на здании Управления МВД России по городу Керчь в 2015 году[5].
- Его именем названа улица в р.п. Тоншаево Нижегородской области.